# Zdeněk Šenkeřík
Zdeněk Šenkeřík (Zlín, 19 dicembre 1980) è un ex calciatore ceco, di ruolo attaccante.

## Carriera
Prima di giocare nello Slavia, Šenkeřík ha vestito le divise di Svit Zlín, Bohemians Praga, Sokol Semice, Dukla Dejvice, Jablonec 97 e Malatyaspor, squadra della Turchia.
Nella stagione 2007-2008 Šenkeřík ha preso parte, con la sua squadra, alla Champions League. Ha fatto registrare un record: il 19 settembre 2007, in occasione dell'incontro con la Steaua Bucarest, ha realizzato il primo gol nella storia della Slavia in Champions. Il match si è poi chiuso 2-1 per i cechi.
Nel 2009 è stato prestato allo Stabæk.